# Alzen (Morsbach)

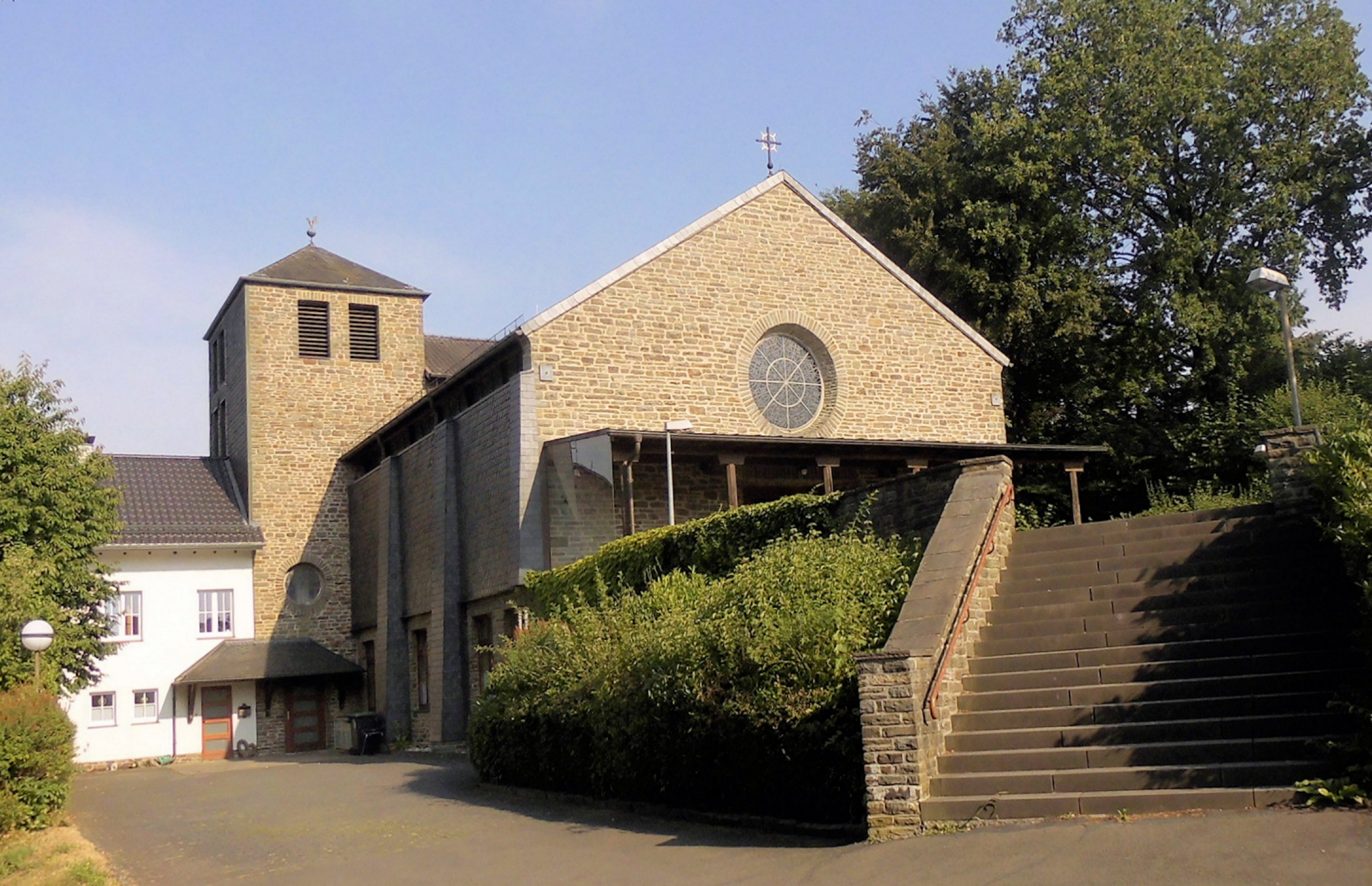
Herz-Mariä-Kirche

Alzen ist ein Ortsteil von Morsbach im Oberbergischen Kreis im südlichen Nordrhein-Westfalen innerhalb des Regierungsbezirks Köln.

## Lage und Beschreibung
In ländlicher, waldreicher Umgebung liegt Alzen am südlichsten Zipfel des Oberbergischen Kreises in einer Höhenlage von 300 m ü. d. M. In einer Entfernung von ca. 600 m verläuft die Grenze zu Rheinland-Pfalz. Die Städte Wissen/Sieg (12 km), Waldbröl (15 km), die Kreisstadt Gummersbach (30 km), Siegen und Olpe (jeweils ca. 35 km) sowie Köln (78 km) sind rasch zu erreichen. Alzen hat etwa 360 Einwohner und zählt zu den Hauptorten der Gemeinde.

## Geschichte

### Erstnennung
1376 wurde der Ort das erste Mal urkundlich erwähnt und zwar „Hermann v. Wildenburg versetzt seinen Hof zu Alzuna an Albrecht v. Gebhardshain.“ Die Schreibweise der Erstnennung war Alzuna.

## Freizeit

### Vereinswesen
- MGV »Edelweiß« Alzen e. V.
- Dorfgemeinschaft Alzen e. V.

## Kirchliche Einrichtungen
- Kath. Herz-Mariä-Kirche

## Besonderheit
In Alzen wird die Muttergottes von Fatima besonders verehrt. In der Filialkirche Herz Mariä befindet sich die Fatima-Madonna, die 1954 durch das Erzbistum Köln getragen wurde. An jedem 13. des Monats beginnt um 18.30 Uhr die große Fatima-Feier, im Mai und Oktober auch mit Lichterprozession.

## Bildungseinrichtungen
- Internat Alzen; Schulleiter: Bernwardt Uhlenküken

## Persönlichkeiten
- Karl Strack (1884–1975), kath. Pastor